# Касами, Пайтим
Пайти́м Каса́ми (алб. Pajtim Kasami; 2 июня 1992, Андельфинген, Швейцария) — швейцарский футболист, полузащитник итальянского клуба «Сампдория». Выступал за сборную Швейцарии.

## Клубная карьера
Родился в семье этнических албанцев. Касами начал свою карьеру в 2003 году в Швейцарии в клубе «Винтертур» в матче с «Грассхоппером». Также некоторое время играл в молодёжном клубе «Ливерпуля». 2 февраля 2009 года, в возрасте 16 лет, он переехал в «Лацио», где получил вызов в молодёжную сборную Швейцарии до 17 лет, с которой стал чемпионом мира.

### Беллинцона
В декабре 2009 года Касами вернулся в Швейцарию в клуб «Беллинцона», с которым подписал контракт до 2011 года. Дебют на профессиональном уровне состоялся в марте 2010 года после того как Швейцарский футбольный союз одобрил трансфер. «Лацио» расторг контракт с Касами.

### Палермо
7 июня 2010 года было объявлено, что «Палермо» подписало 5-летний контракт с Касами. Несмотря на юный возраст, Пайтим сразу был включен в состав первой команды и дебютировал в матче Лиги Европы УЕФА против словенского «Марибора», выйдя на замену во втором тайме. Затем, 30 августа, он отыграл полный домашний матч Серии А с «Кальяри», который закончился со счетом 0-0. По итогу сезона Касами отыграл 24 матча в составе «Палермо» в различных турнирах. Маурицио Дзампарини назвал футболиста "новым Пасторе".

### Фулхэм
25 июля 2011 года Касами подписал четырёхлетний контракт с английским клубом «Фулхэм». Впервые футболист появился на поле в конце матча Лиги Европы УЕФА с хорватским «Сплитом». Позже он вышел в стартовом составе на игру с «Днепром» 18 августа 2011 года и принял активное участие в трех голах своей команды. В Премьер-лиге Касами дебютировал 21 августа 2011 года на стадионе Молинью, домашней арене «Вулверхэмптон Уондерерс». В начале 2013 года футболист был близок к переходу в итальянскую «Пескару», однако сделка не была оформлена из-за плохого интернет соединения. Позже, Касами отправился доигрывать сезон в швейцарский «Люцерн» на правах аренды. Первый матч в новой команде Касами провел 24 февраля 2013 года против «Санкт-Галлена». Первым и единственным голом за команду футболист отметился в последнем матче чемпионата 1 июня с «Серветтом», где его команда одержала победу 4-3. Вернувшись в «Фулхэм» Касами отличился забитыми мячами в ворота «Сандерленда» и «Кристал Пэлас». Последний гол был номинирован на премию ФИФА имени Пушкаша, как самый красивый в сезоне Премьер-лиги.

### Олимпиакос
9 июля 2014 года стало известно, что Касами подписал контракт с греческим клубом «Олимпиакос». 23 августа футболист забил первый гол в дебютном матче в ворота «Ники Волос». 22 октября 2014 года «Олимпиакос» одержал победу над «Ювентусом» в матче Лиги Чемпионов, благодаря единственному голу Касами в первом тайме. 11 марта 2015 года тренер «Олимпиакоса» Витор Перейра и Пайтим Касами были оштрафованы за поведение после победы команды в матче Кубка Греции над «АЕК». Дисциплинарный комитет федерации футбола Греции оштрафовал Перейру и Касами на 9 тыс. евро и 7 тыс. евро соответственно за жесты в адрес толпы, которые вызвали беспорядки.
После успешного сезона, который закончился для «Олимпиакоса» победой в чемпионате и завоеванием Кубка Греции, появились слухи, что Касами продолжит карьеру в «Фиорентине» или «Интере». Несмотря на серьёзный интерес со стороны итальянских клубов, Касами не завершил сделку по переходу в установленный срок. Первым голом в новом сезоне футболист отметился в матче с «ПАС (Янина)», который завершился победой «Олимпиакоса» со счетом 5-1. 2 октября 2015 года появилась информация, что Витор Перейра и Пайтим Касами были привлечены к уголовной ответственности за провоцирующие действия в матче Кубка Греции с командой «АЕК». После продолжительного следствия, 9 июня 2017 года Касами был приговорен к восьми месяцам тюремного заключения условно.

#### Аренда в Ноттингем Форест
3 августа 2016 года Касами присоединился к английскому клубу «Ноттингем Форест» на правах аренды. 27 августа футболист отметился первым голом за команду в ворота «Лидс Юнайтед». Согласно английским источникам, Касами выразил желание вернуться в «Олимпиакоса» в январское трансферное окно. Являясь бывшей звездой «Фулхэма», Касами не смог показать ожидаемых результатов. Впоследствии, главный тренер «Ноттингем Форест» Филипп Монтанье был уволен. 5 мая 2017 года Касами вернулся в «Олимпиакос».

### Сьон
31 августа 2017 года Касами подписал трехлетний контракт со швейцарским футбольным клубом «Сьон». В сезоне 2018/2019 Касами забил восемь голов и отдал три голевые передачи в 20 матчах за клуб. В результате стал объектом трансферного интереса английского «Кристал Пэлас», турецкого «Фенербахче» и швейцарского «Базеля». В 2020 году президент «Сьона» Кристиан Константин расторг контракты со всеми игроками без предварительного уведомления после того, как они не согласились на сокращение зарплаты на 80% из-за пандемии коронавируса. Пайтим Касами, Йоан Джуру и Алекс Сонг юридически обезопасили себя с помощью юристов при подписании контракта.

### Базель
В 2020 году клуб итальянской Серии А «Венеция» предпринимал попытки заключить контракт с Касами, однако, сделка не была осуществлена. 12 октября 2020 года «Базель» объявил о подписании Касами на два года. Футболист дебютировал в официальном матче 1 ноября с «Санкт-Галлен». Тогда же он отметился первым забитым голом. Касами быстро закрепился в основном составе команды. За первый сезон он появился на поле в 32 играх и забил 12 мячей. В начале следующего сезона Пайтим продолжил выступать в стартовом составе под руководством Патрика Рахмена. Однако, после зимнего перерыва и смены тренера на Гильермо Абаскаля, Касами оказался на скамейке запасных. Футболист покинул «Базель» после завершения срока контракта. За время пребывания в клубе в общей сложности провел 92 игры и забил 23 гола в ворота соперников.

### Возвращение в Олимпиакос
30 сентября 2022 года Пайтим Касами вернулся в греческий «Олимпиакос», подписав контракт на один сезон.

### Сампдория
14 сентября 2023 года футболист подписал контракт сроком на один год с итальянским клубом Серии B «Сампдорией». Первая игра в составе новой команды состоялась 18 сентября с клубом «Читтаделла».

## Карьера в сборной
Пайтим Касами был в составе сборной Швейцарии (до 17), которая одержала победу на Чемпионате мира среди юношеских команд в 2009 году. Будучи игроком «Беллинцоны», футболист получил вызов в сборную Швейцарии (до 21) вместе со своими партнёрами по клубу Алессандро Чиаррокки и Франком Фельтшером. Дебют состоялся 30 мая 2010 года в матче с молодёжной сборной Грузии. Позже, Касами был вызван в состав сборной (до 23) на Олимпийские игры 2012. Он провел все три игры турнира, однако, его команда вылетела, заняв четвёртое место в группе. Дебют в составе главной сборной Швейцарии для Касами состоялся 15 октября 2013 года в матче со сборной Словении. Первым голом игрок отметился 15 ноября 2013, забив мяч в товарищеской игре со сборной Южной Кореи.

## Достижения
Клубные
«Олимпиакос» (Пирей)
- Чемпион Греции: 2014/15, 2015/16
- Обладатель Кубка Греции: 2014/15

Международные
Сборная Швейцарии (до 17)
- Победитель юношеского чемпионата мира — 2009